# Каналска острва
Каналска острва или Норманска острва (енгл. Channel Islands, фр. Îles anglo-normandes, норм. Îles d'la Manche), су група острва у каналу Ламанш, испред обале француског департмана Манш. Заједно, острва имају око 160.000 становника и 196 km². Каналска острва се културно и историјски сматрају делом Нормандије.

## Статус
Административно се деле на две управне јединице (бејливик, енгл. bailiwick) Гернзи и Џерзи. Обе јединице имају сопствене парламенте.
Каналска острва нису део Уједињеног Краљевства нити крунска колонија, него су крунски посед (енгл. crown dependency) британске краљевске куће. Овакав статус има још Острво Ман. Становници острва су британски држављани.
Британски суверен на острвима има титулу Војводе од Нормандије, иако би по Париском уговору из 1259. власт имао-ла на основу краљевске титуле. Међутим, из историјских разлога, острвљани ословљавају краља Чарлса III са „наш војвода“.
Иако, географски, Каналска острва не припадају Британским острвима, из политичких разлога се најчешће сматрају њиховим делом.
Уласком Уједињеног Краљевства у Европску унију 1973. године, регулисан је и статус Каналских острва. Она нису припала Европској унији, али су постала део царинске уније.

## Управа
Управа на острвима се заснива на систему „баилажа“ или „бејливика“, што је стара феудална институција наслеђена из средњовековне Француске. Бејливиком (Џерзи или Гернзи) управља бејлиф. Он руководи цивилном управом, председава локалним парламентом и судом. У Гернзију, Олдерни и Сарк имају и своје аутономне парламенте. Острва аутономно одлучују о свему, осим одбране, држављанства и спољних послова.
Суверена у бејлифима церемонијално заступа гувернер.
- Застава Гернзија
- Застава Џерзија

## Острва
- Бејливик Гернзи
  - Гернзи
  - Олдерни
  - Сарк
  - Херм
  - Бреку
  - Беру
  - Ортак
  - Каскетси
  - Жету
  - Лиху
  - Кревишон
  - Уме
- Бејливик Џерзи
  - Екрехоз
  - Ла Мот
  - Минкизи
  - Пјер де Лек
  - Дируји

## Привреда
Банкарство и туризам и су главне привредне делатности на острвима. И Џерзи и Гернзи издају своју валуту која се користи паралелно са енглеским и шкотским фунтама. Види још: (Привреда Гернзија и Привреда Џерзија)

## Историја
У средњем веку острва су била део Војводства Нормандије.
Године 1066. војвода Виљем Освајач је освојио Енглеску и постао краљ Енглеске. Током наредних векова све територије у Француској су изгубљене, и само су Каналска острва остала под краљевом влашћу. Део становништва и данас користи дијалекте (Патоа) француског језика у комуникацији.
Краљ Енглеске и Шкотске Чарлс II, боравио је у изгнанству на Џерзију 1640-их. Када је преузео власт у Енглеској, у знак захвалности бејлифу Џерзија Џорџу Картереу, дао му је власт над делом америчких колонија. Џорџ им је дао име Њу Џерзи. Данас је то једна од савезних држава САД.
Књижевник Виктор Иго је боравио у изгнанству на Џерзију (1853—1855), а потом на Гернзију (1855—1870). На Гернзију је написао своје чувено дело Јадници (Les Misérables).
У време Другог светског рата Каналска острва су окупирале немачке трупе, где су владале све до 9. маја 1945.